# Crassibrachia
Crassibrachia is een geslacht van borstelwormen uit de familie van de Siboglinidae.

## Soorten
- Crassibrachia brasiliensis Southward, 1968
- Crassibrachia sandersi (Southward, 1968)